# Шардени
Шардени́ (фр. Chardeny) — коммуна во Франции, находится в регионе Шампань — Арденны. Департамент коммуны — Арденны. Входит в состав кантона Машо. Округ коммуны — Вузье.
Код INSEE коммуны — 08104.
Коммуна расположена приблизительно в 175 км к востоку от Парижа, в 55 км севернее Шалон-ан-Шампани, в 45 км к югу от Шарлевиль-Мезьера.

## Население
Население коммуны на 2008 год составляло 41 человек.
| 1962 | 1968 | 1975 | 1982 | 1990 | 1999 | 2008 |
| ---- | ---- | ---- | ---- | ---- | ---- | ---- |
| 38   | 40   | 36   | 38   | 40   | 42   | 41   |

## Экономика
В 2007 году среди 24 человек в трудоспособном возрасте (15—64 лет) 13 были экономически активными, 11 — неактивными (показатель активности — 54,2 %, в 1999 году было 58,3 %). Из 13 активных работали 11 человек (8 мужчин и 3 женщины), безработными были 2 мужчин. Среди 11 неактивных 2 человека были учениками или студентами, 6 — пенсионерами, 3 были неактивными по другим причинам.

## Фотогалерея

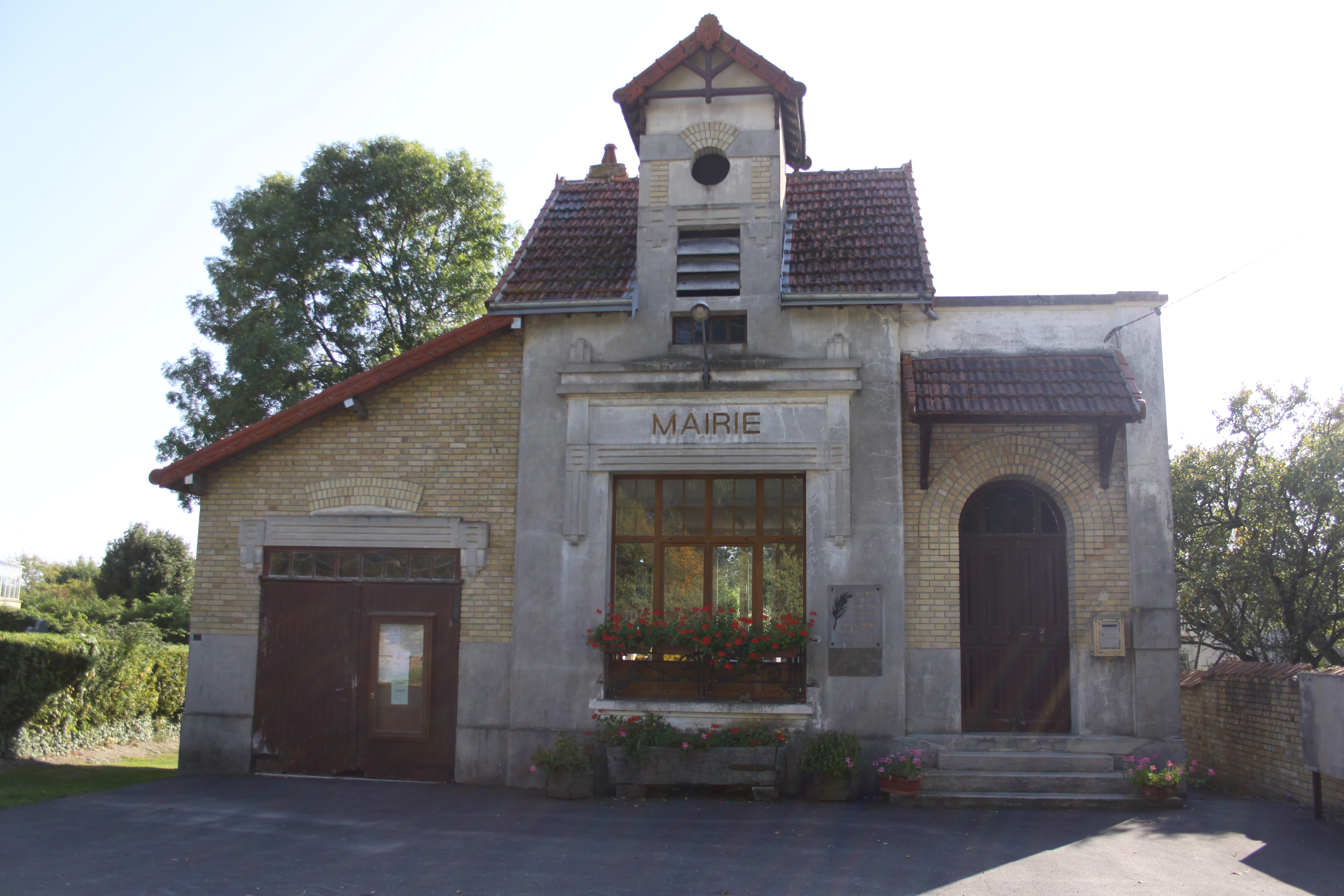
Мэрия
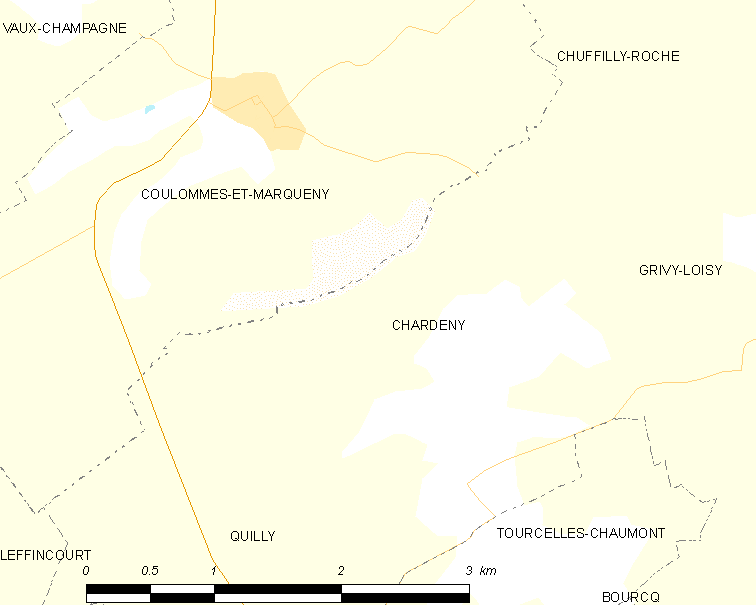
Карта коммуны